# EndeavourOS
EndeavourOS는 아치 리눅스 기반 리눅스 배포판이다. 2019년 개발이 중단된 Antergos의 뒤를 잇는다. Antergos와 비슷하게 Xfce(기본값, 오프라인), Budgie, 시나몬, Deepin, 그놈, i3, KDE 플라스마 5, LXQt, MATE의 설치가 가능한 그래피컬 인스톨러를 갖추고 있다.